# Сент-Аньян (Эна)
Сент-Анья́н (фр. Saint-Agnan) — коммуна во Франции, находится в регионе Пикардия. Департамент коммуны — Эна. Входит в состав кантона Эссом-сюр-Марн. Округ коммуны — Шато-Тьерри.
Код INSEE коммуны 02669.

## Население
Население коммуны на 2010 год составляло 101 человек.
| 1962 | 1968 | 1975 | 1982 | 1990 | 1999 | 2010 |
| ---- | ---- | ---- | ---- | ---- | ---- | ---- |
| 113  | 77   | 61   | 90   | 102  | 106  | 101  |

## Экономика
В 2010 году среди 78 человек трудоспособного возраста (15-64 лет) 58 были экономически активными, 20 — неактивными (показатель активности — 74,4 %, в 1999 году было 81,4 %). Из 58 активных жителей работали 54 человека (30 мужчин и 24 женщины), безработных было 4 (0 мужчин и 4 женщины). Среди 20 неактивных 7 человек были учениками или студентами, 6 — пенсионерами, 7 были неактивными по другим причинам.